# Fermoy
Fermoy (forma anglicizzata) o Mainistir Fhear Maí (in irlandese) è una cittadina nella contea di Cork, in Irlanda.